# Wilhelm Schmitz (Architekt)

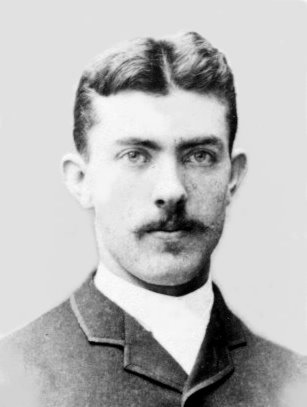
Wilhelm Peter Schmitz

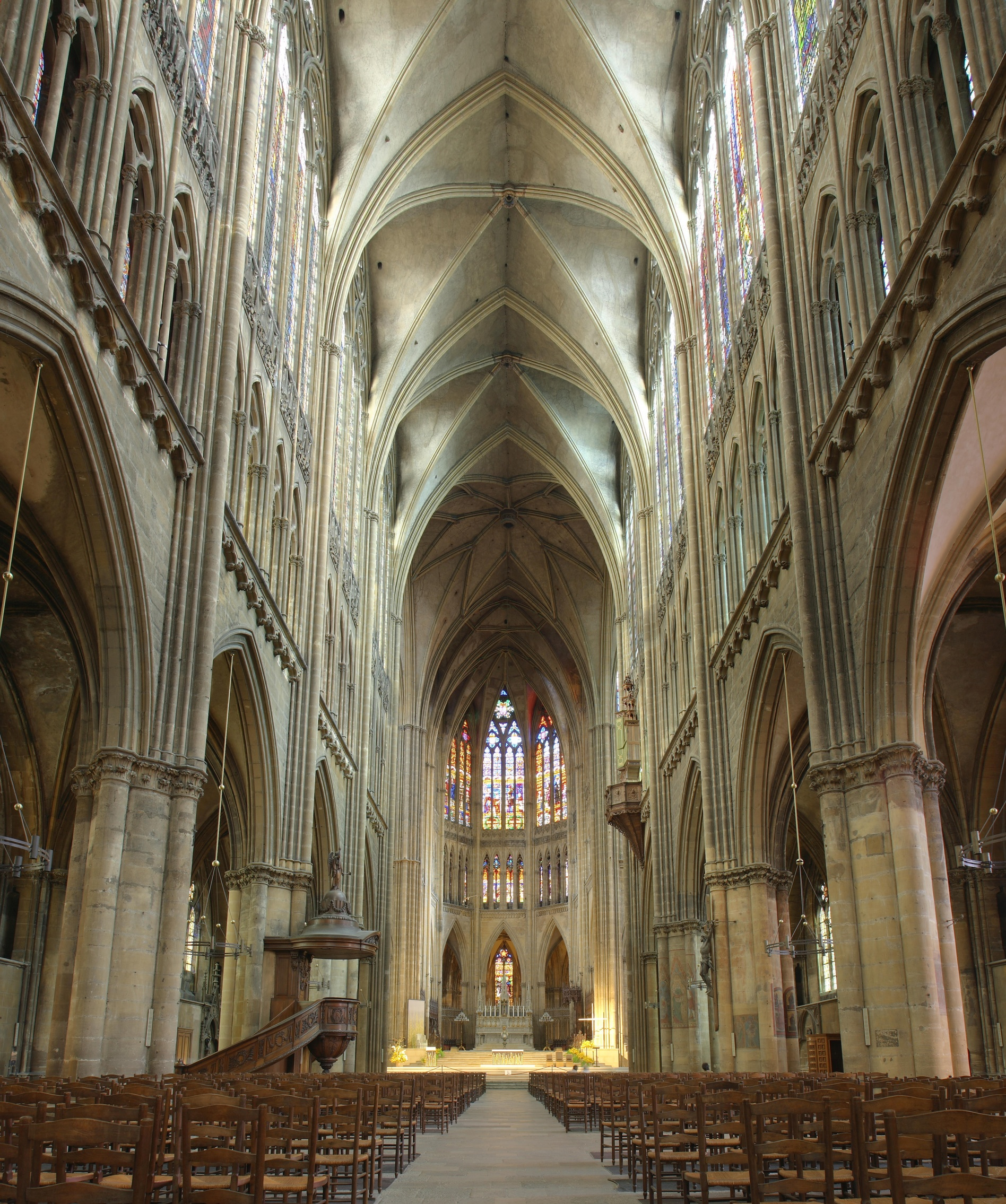
Inneres der Kathedrale von Metz

Wilhelm Peter Schmitz (* 20. Januar 1864 in Lüttelforst, heute Gemeinde Schwalmtal (Niederrhein), Kreis Viersen; † 4. Juni 1944) war ein deutscher Architekt, Baubeamter und Denkmalpfleger, der als Dombaumeister in Metz und Trier wirkte.

## Leben
Wilhelm Schmitz absolvierte seine Ausbildungs- und Volontariatszeit zwischen 1877 und 1887 bei den Architekten Hürth, Julius Busch und Heinrich Wiethase. Eine zweite Assistenzzeit folgte ab 1890 bei Georg Frentzen, während der er am Empfangsgebäude des Kölner Hauptbahnhofs mitarbeitete. Im Bistum Metz hatte Schmitz ab 1890 Gelegenheit, als Assistent des dortigen Dombaumeisters Paul Tornow bei der Restaurierung der Kathedrale von Metz mitzuarbeiten und sein Wissen zu vertiefen.
Am 8. Juni 1898 trat er die Nachfolge von Reinhold Wirtz an. Schmitz war Dombaumeister in Trier und ab 1906 ebenso in Metz. Von 1898 bis 1911 war Schmitz Teilhaber des Architekturbüros von Julius Wirtz (1875–1952), um den Sohn des Verstorbenen zu unterstützen. Mit ihm brachte er zahlreiche sakrale Bauten sowie Geschäfts- und Wohnbauten zur Ausführung. Der Schwerpunkt seiner Tätigkeit lag zwischen 1898 und 1911 in der Restaurierung und Neuausstattung des Trierer Doms.
Bedingt durch die Nachfolge Tornows in Metz wurde sein Vertragsverhältnis am 1. August 1908 durch das Generalvikariat in Trier aufgelöst. Schmitz wirkte danach bis 1919 in Metz als Dombaumeister und Lothringischer Konservator. In dieser Phase fällt die Restaurierung im Dominnern. Anschließend wechselte er nach Köln, wo er als preußischer Baubeamter im Reichsamt für die Beseitigung von Kriegsschäden tätig wurde.
Zu seinen bekannten Schülern gehörte Stephan Mattar.

## Galerie

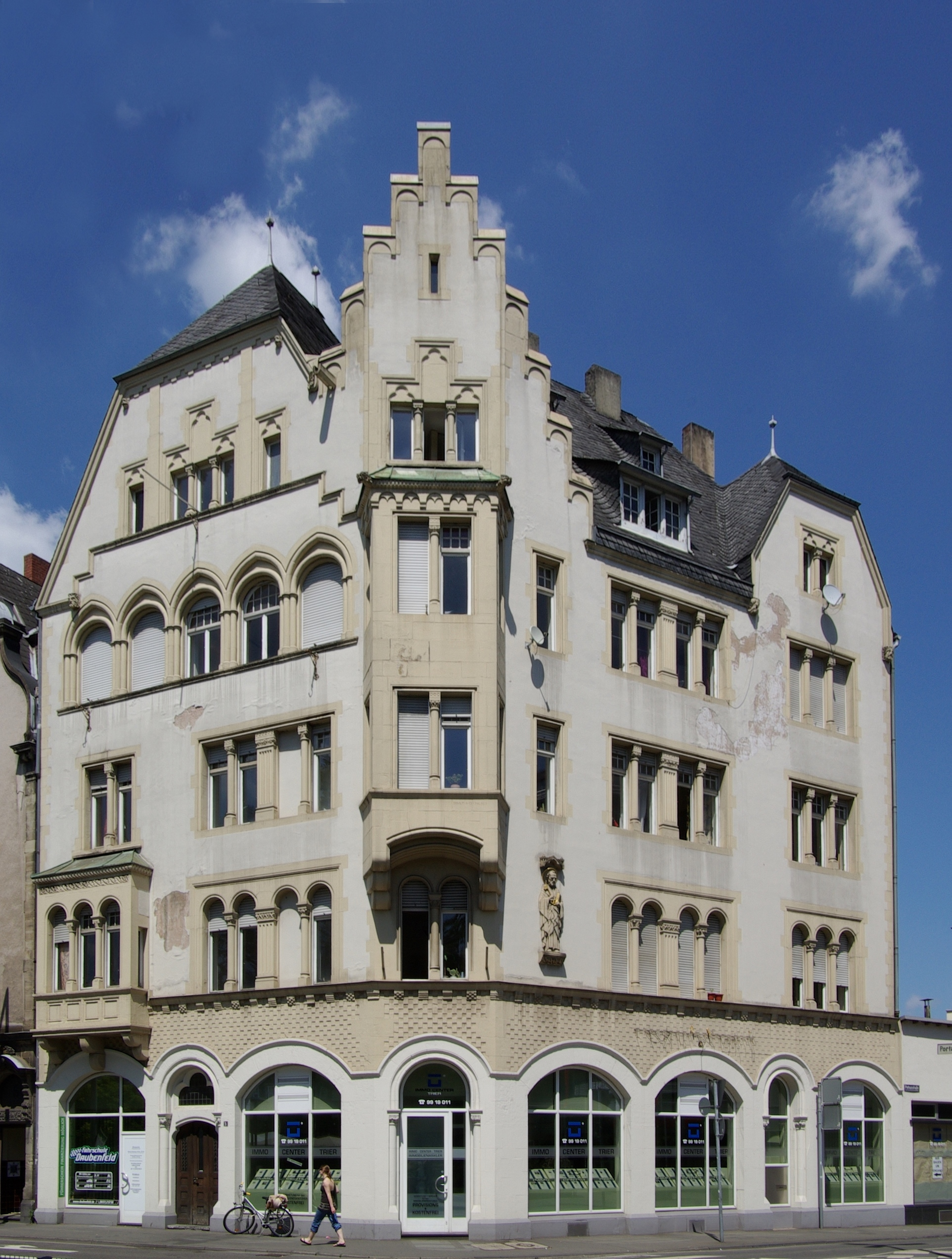
Trier, Porta-Nigra-Platz 5: repräsentatives viergeschossiges Eckwohn- und Geschäftshaus, historisierender Putzbau, bezeichnet 1905, Architekten Julius Wirtz und Wilhelm Schmitz
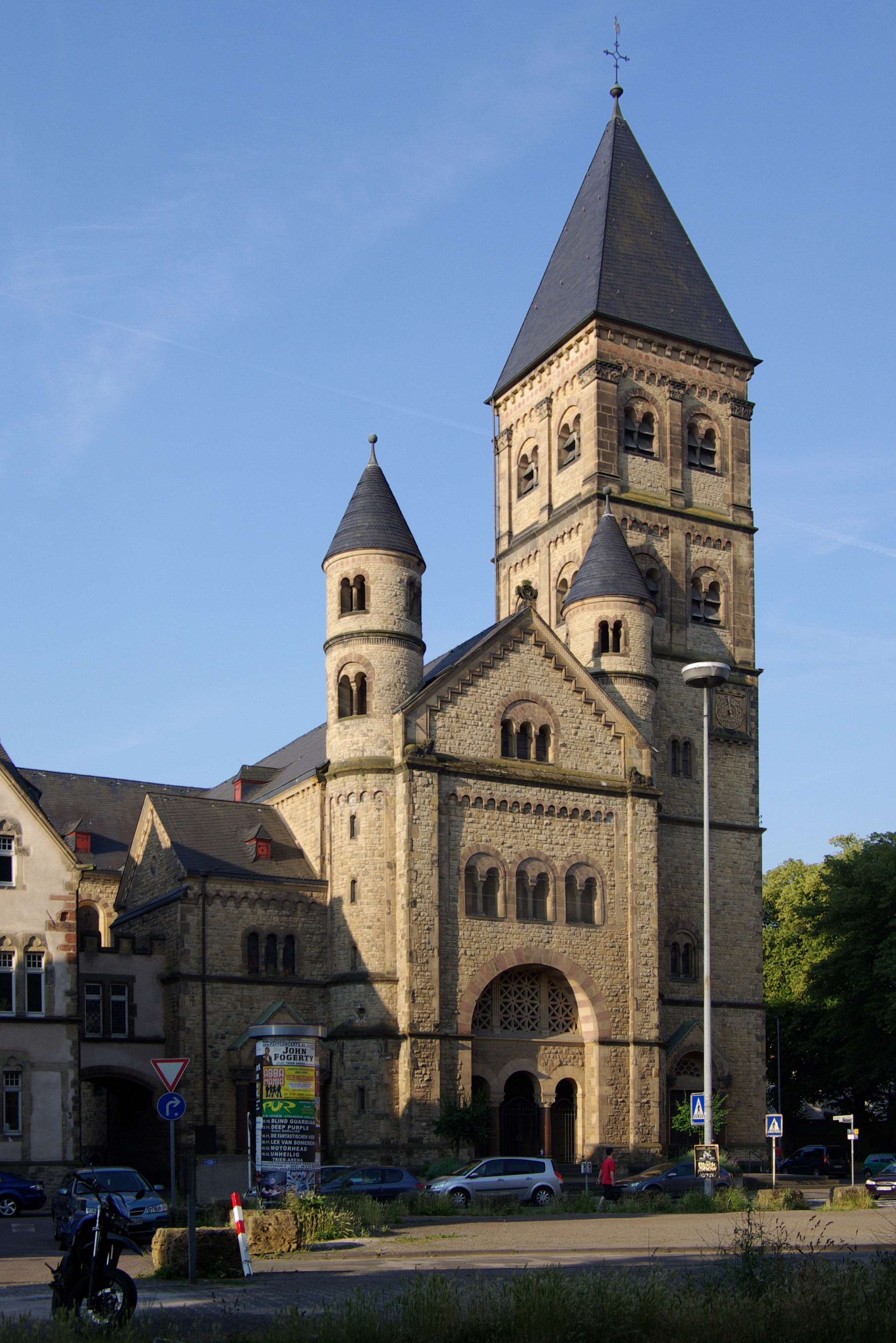
Paulusplatz 5: Katholische Pfarrkirche St. Paulus; stattliche neuromanische Querhausbasilika mit stadtbildprägendem Eckturm, 1905–07, Architekten Wilhelm Schmitz und Julius Wirtz

## Schriften
- Der mittelalterliche Profanbau in Lothringen. Zusammenstellung der noch vorhandenen Bauwerke aus der Zeit vom XII. bis zum XVI. Jahrhundert. Wolfrum, Düsseldorf, 1899 (Digitalisat)
- Die kirchlichen Barockbauten in Metz. Schwann, Düsseldorf 1915 (erweiterter Sonderabdruck seines gleichnamigen Beitrages in der Zeitschrift für christliche Kunst, Jg. 28, Heft 8/9).